# Амбицкий, Юрий Иванович
Амбицкий Юрий Иванович (13 января 1927, Прусик, ныне Санокский повят, Подкарпатский воеводство, Польша — 2000, Львов) — украинский резчик, скульптор. Член Национального союза художников Украины (с 1961 г.).

## Биография
Родился 13 января 1927 года в селе Прусик возле города Санок (ныне Польша). Юрий Амбицкий родом из династии лемковских народных резчиков. Его младший брат, Мирон Амбицкий, так же был известным резчиком. В 1945 году семью Амбицких депортировали в Украину.
С 1957 года — художник-монументалист Львовского художественно-производственного комбината. В 1958—1963 годах преподавал в средней школе во Львове. В 1964 году окончил Львовский институт прикладного и декоративного искусства.
Умер в 2000 году.

## Творчество
Работал в области станковой и монументальной пластики. Использовал дерево, кованую медь, камень, металл, гальваники, керамику. Совмещал традиции лемковской резьбы и современной львовской скульптурной школы.
Его дипломная работа — мемориальная доска Устима Кармелюка, установлена в Каменце-Подольском на Папской башни Старой крепости 18 апреля 1958.
В апреле 1958 года в Каменец-Подольском установлена ещё одна мемориальная доска, изготовленная Юрием Амбицким в честь пребывания в городе в 1923—1939 годах дважды Краснознаменного пограничного отряда (улица Шевченко, 33, до настоящего времени не сохранилась).
Среди работ Юрия Амбицкого:
- памятник Тарасу Шевченко в селе Фрага,
- бюст Ивану Франко в селе Залуква.

Вместе с братом создал скульптурные портреты Тараса Шевченко,Ивана Франко (оба в 1975 году), а также скульптуры:
- «На водопой» (1960),
- «Гайдамаки» (1961),
- «Было когда-то на Украине» (1964),
- «Потомки Довбуша» (1967),
- «Голова гуцула» (1968),
- «Опришки» (1970),
- «Полесская легенда» (1971),
- «Весна 45-го» (1985),
- «В родительской кузницы» (1986),
- «Танец» (1986),
- «Материнство» (1988),
- «Хозяин» (1989),
- «Георгий Победоносец» (1998),
- «Архангел Михаил» (1998),
- «Молитва» (1989),
- «Мольфар» (1989),
- «Судьба» (1989).

Его работы хранятся в следующих музеях:
- В Государственном музее декоративного украинского искусства,
- В Киевском музее Тараса Шевченко,
- В Каневском музее Тараса Шевченко,
- В Харьковском этнографическом музее,
- В Музее этнографии и художественного промысла (Львов).